# اچ‌ام‌ای‌اس لاداوا (پی ۹۲)
اچ‌ام‌ای‌اس لاداوا (پی ۹۲) (به انگلیسی: HMAS Ladava (P 92)) یک کشتی بود که طول آن ۱۰۷٫۶ فوت (۳۲٫۸ متر) بود. این کشتی در سال ۱۹۶۸ ساخته شد.